# Liste des navires de l'United States Navy : D-F
Cet article contient la liste de tous les bateaux de la Marine des États-Unis dont le nom commence par les lettres D à F.

## D
- USS D-1 (SS-17)
- USS D-2 (SS-18)
- USS D-3 (SS-19)

### Da
- USS Da Nang (LHA-5)
- USS Dace (SS-247, SSN-607)
- USS Dacotah (1859)
- USS Dade (APA-99)
- USS Daedalus (ARL-35)
- USS Daffodil (1862)
- USS Daggett County (LST-689)
- USS Dahl (T-AKR-312)
- USS Dahlgren (TB-9, DD-187/AG-91, DL-12/DLG-12/DDG-43)
- USS Dahlia (1862)
- USS Dahlonega (YTB-770)
- USS Dai Ching (1863)
- USS Daiquiri (SP-1285)
- USS Daisy (1850, 1863, SP-22, 1917, SP-1186)
- USS Daisy Archer (ID-1283)
- USS Dakins (DE-85)
- USS Dakotan (ID-3882)
- USS Dale (1839, DD-4, DD-290, DD-353, DLG-19/CG-19)
- USS Dale W. Peterson (DE-337)
- USS Dalhart (PC-619)
- USS Dallas (DD-199, CA-140, CA-150, WHEC-716, SSN-700)
- USNS Dalton Victory (T-AK-256)
- USS Daly (DD-519)
- USS Damato (DD-871)
- USS Damon Cummings (DE-756)
- USS Damon M. Cummings (DE-643)
- USS Dan Smith (1861)
- USS Dana (1861)
- USS Dandelion (1862)
- USS Dane (APA-238)
- USS Dania (PCE-870)
- USS Daniel (DE-335)
- USS Daniel A. Joy (DE-585)
- USS Daniel Boone (SSBN-629)
- USS Daniel Inouye (DDG-118)
- USS Daniel T. Griffin (DE-54/APD-38)
- USS Daniel Webster (SSBN-626/MTS-626)
- USS Danville (PG-105)
- USS Dapdap (YFB-684)
- USS Daraga (SP-43)
- USS Darby (DE-218)
- USS Daring (AM-87)
- USS Darke (APA-159)
- USS Darlington (1862)
- USS Dart (1861, YFB-308)
- USS Darter (SS-227, SS-576)
- USS Dash (AM-88, AM-428/MSO-428)
- USS Dashiell (DD-659)
- USS Dauntless (1861, SP-1002, PG-61, T-AGOS-11)
- USS Dauphin (APA-97)
- USS Davenport (PG-177/PF-69)
- USCGC Davey (WYT-81)
- USNS David C. Shanks (T-AP-180)
- USS David R. Ray (DD-971)
- USS David W. Taylor (DD-551)
- USS Davidson (DE-1045/FF-1045)
- USS Daviess County (LST-692/T-LST-692)
- USS Davis (TB-12, DD-65, DD-395, DD-937)
- USS Davis K. Philips (SP-978)
- USS Davison (DD-618/DMS-37)
- USS Dawn (1857, SP-26, SP-37, IX-186)
- USS Dawson (APA-79)
- USS Day (DE-225)
- USS Daylight (1859)
- USS Dayton (CL-78, CL-105)

### De
- USS De Grasse (ID-1217, AP-164/AK-223)
- USS De Haven (DD-469, DD-727)
- USS De Kalb County (LST-715/T-LST-715)
- USS De Lesseps (1918)
- USS De Soto (1860, 1861)
- USS De Steiguer (T-AGOR-12)
- USS De Wert (FFG-45)
- USS Deal (AG-131/AKL-2)
- USS Dealey (DE-1006)
- USS Dean II (SP-98)
- USS Deane (1778, DE-86)
- USS Dearborn (PF-33)
- USS Decatur (1839, DD-5, DD-341, DD-936/DDG-31, DDG-73)
- USS Decker (DE-47)
- USS Decoy (1822)
- USS Deede (DE-263)
- USS Deer Island (YAG-62)
- USS Defender (MCM-2)
- USS Defense (AM-317/MSF-317)
- USS Defiance (SP-1015, ID-3327, AMc-73, PGM-95/PG-95)
- USS Defiant (YT-804)
- USS Deft (AM-216/MSF-216)
- USS Deimos (AK-78, AKL-40)
- USS DeKalb (ID-3010)
- USS Dekanawida (YT-334/YTB-334, YTB-831)
- USS Dekanisora (YT-252/YTB-252/YTM-252)
- USS Dekaury (YT-178/YTB-178/YTM-178)
- USNS Del Monte (T-AK-5049)
- USNS Del Valle (T-AK-5050)
- SS Del Viento (AK-5026)
- USS Delaware (1776, 1798, 1820, 1861, 1866, SP-467, BB-28, SSN-791)
- USS Delaware Valley (YFB-83)
- USS Delbert W. Halsey (DE-310)
- USS Delegate (AM-217)
- USS Delgada (AVG-40/ACV-40/CVE-40)
- USS Deliver (ARS-23)
- USS DeLong (TB-28, DD-129, DE-684/APD-137)
- USS Delphinus (AF-24, PHM-1)
- USS Delphy (DD-261)
- USS Delta (1864, AK-29/AR-9)
- USS Delta King (YHB-6/YFB-55)
- USS Delta Queen (YHB-7/YFB-56)
- USS Demand (AMc-74)
- USS Demeter (ARB-10)
- USS Deming (PCS-1392)
- USS Democracy (ID-2215)
- USS Dempsey (DE-26, DE-267)
- USS Denebola (AD-12, AF-56, T-AK-289/T-AKR-289)
- USS Dennis (DE-405)
- USS Dennis J. Buckley (DE-553, DD-808/DDR-808)
- USS Density (AM-218/MSF-218)
- USS Dent (DD-116/APD-9)
- USS Dentuda (SS-335/AGSS-335)
- USS Denver (C-14/PG-28/CL-16, CL-58, LPD-9)
- USS Deperm (ADG-10)
- USS Derickson (AGS-6)
- USS Derrick (YO-59)
- USS Derry (ID-1391)
- USS Des Moines (C-15/PG-29/CL-17, CA-75, CA-134)
- USS Design (AM-219/MSF-219)
- USS Desire (SP-786)
- USS DeSoto County (LST-1171)
- USS Despatch (1814, 1852, 1873, 1902, SP-68/PY-8, YFB-6, IX-2)
- USS Despite (AM-89)
- USS Desplaines River (LSM(R)-412/LFR-412)
- USS Detector (AMc-75, AM-429/MSO-429)
- USS Detroit (1813, 1865, 1869, C-10, CL-8, AOE-4, LCS-7)
- USS Deucalion (AR-15)
- USS Deuel (APA-160)
- USS Devastator (AM-318/MSF-318, MCM-6)
- USS Develin (AMc-45)
- USS Device (AM-220/MSF-220)
- USS Devilfish (SS-292/AGSS-292)
- USS Devosa (AKA-27)
- USS Dewees (YFB-37)
- USS Dewey (YFD-1, DD-349, DLG-7, DLG-14/DDG-45, DDG-105)
- USCGC Dexter (WAGC-18/WAVP-385/WHEC-385)
- USS Dextrous (AM-341/MSF-341, MCM-13)
- USS Deyo (DD-989)

### Di
- USS Diablo (SS-479/AGSS-479)
- USS Diachenko (APD-123/LPR-123)
- USS Diamond (1897)
- USS Diamond Head (AE-19)
- SS Diamond State (T-ACS-7)
- USS Diana (1862)
- USS Dianthus (SP-639)
- USS Dickens (APA-161)
- USS Dickerson (DD-157/APD-21)
- USS Dicky (SP-231)
- USS Dictator (1863)
- USS Didrickson Bay (AVG-64/ACV-64, CVE-100)
- USS Diligence (1797, AFDL-48, WMEC-616)
- USS Diligent (1779, YT-113)
- USS Diodon (SS-349)
- USS Diomedes (ARB-11)
- USS Dionne (DE-261)
- USS Dionysus (AR-21)
- USS Diphda (AKA-59)
- USS Diploma (AM-221/MSF-221)
- USS Dipper (AM-357/MSF-357)
- USS Direct (AM-90, AM-430/MSO-430)
- USS Discoverer (1918/ARS-3)
- USS Discovery Bay (YTT-11)
- USS Disdain (AM-222/MSF-222)
- USS Dithmarschen (IX-301)
- USS Diver (ARS-5)
- USS Dixie (AD-1, AD-14)
- USS Dixie III (SP-701)
- USS Dixon (AS-37)
- USS Dlonra (SP-66)

### Do
- USS Dobbin (AD-3)
- USS Dobler (DE-48)
- USS Dochra (ID-1758)
- USS Doddridge (AK-176)
- USS Dodge County (LST-722)
- USS Dodger II (SP-46)
- USS Dogfish (SS-350)
- USS Dogwood (YN-9)
- USS Dohasan (YT-335/YTM-335)
- USS Dohema Jr. (SP-612)
- USS Doherty (DE-14)
- USS Doloma (SP-1062)
- USS Dolomi Bay (CVE-101)
- USS Dolphin (1777, 1821, 1836, PG-24, ID-874, SS-169, AGSS-555)
- USS Dominant (AMc-76, AM-431/MSO-431)
- USS Domino (IX-208)
- USS Don (1862)
- USS Don Juan de Austria (1887)
- USS Don Marquis (IX-215)
- USS Don O. Woods (DE-721/APD-118)
- USS Donacona (YN-39/YNT-7/YTM-733)
- USS Donald B. Beary (DE-1085/FF-1085/FFT-1085)
- USS Donald Cook (DDG-75)
- USS Donald W. Wolf (DE-713/APD-129)
- USS Donaldson (DE-44, DE-55, DE-508)
- USS Doneff (DE-49)
- USS Donegal (1860)
- USS Donnell (DE-56/IX-182)
- USS Donner (LSD-20)
- USS Dorado (SS-248, SS-526)
- USS Doran (DD-185, DD-634/DMS-41)
- USS Dorchester (SP-1509, AKS-17/APB-46)
- USS Doris B. III (SP-733)
- USS Doris B. IV (SP-625)
- USS Dorothea (1898)
- USS Dorothea L. Dix (AP-67)
- USS Dorothy (SP-1289)
- USS Dorothy Cullen (ID-2183)
- USS Dorsey (DD-117/DMS-1)
- USS Dortch (DD-670)
- USS Dotterel (AM-358/MSF-358, AMS-72/MSC-72)
- USS Douglas (APR-7, PGM-100/PG-100)
- USS Douglas County (LST-731)
- USS Douglas A. Munro (DE-422)
- USS Douglas H. Fox (DD-779)
- USS Douglas L. Howard (DE-138)
- USS Douglas County (LST-731)
- USS Dour (AM-223/MSF-223)
- USS Dover (IX-30)
- USS Downes (DD-45, DD-375, DE-1070/FF-1070)
- USS Doyen (DD-280, AP-2/APA-1)
- USS Doyle (DD-494/DMS-34, FFG-39)
- USS Doyle C. Barnes (DE-353)

### Dr–Dy
- USS Draco (AK-79)
- USS Dragon (1861)
- USS Dragonet (SS-293)
- USS Drake (AM-359)
- USS Drayton (DD-23, DD-366)
- USS Dreadnaught (ID-1951/YT-34/YNG-21)
- USS Dreadnought (SP-584)
- USS Drechterland (ID-2793)
- USS Drew (APA-162)
- USS Drexler (DD-741)
- USS Driller (YO-61)
- USS Driver (AM-360/MSF-360)
- USS Druid (SP-321)
- USS Drum (SS-228/AGSS-228, SSN-677)
- USS Drury (DE-46)
- USS Drusilla (SP-372)
- USS Du Pont (TB-7, DD-152/AG-80, DD-941)
- USS Duane (AGC-6/WPG-33/WHEC-33)
- USS Dubhe (ID-2562)
- USS Dubuque (AG-6/IX-9/PG-17, LPD-8)
- USS Duc de Lauzun (1782)
- USS Duffy (DE-27, DE-268)
- USS Dufilho (DE-423)
- USS Dugong (SS-353)
- USS Dukes County (LST-735)
- USS Duluth (CL-87, LPD-6)
- USS Dumaran (ARG-14)
- USS Dumbarton (1861)
- USS Duncan (DD-46, DD-485, DD-874/DDR-874, FFG-10)
- USS Dunderberg
- USS Dunlap (DD-384)
- USS Dunlin (AM-361, AMCU-23)
- USS Dunn County (LST-742)
- USS DuPage (AP-86/APA-41, APB-51)
- USS Duplin (AKA-87)
- USS Durango (PC-1260)
- USS Durant (DE-389/WDE-489/DER-389)
- USS Durham (AKA-114/LKA-114)
- USS Durik (DE-666/APD-68)
- USS Dutchess (APR-5, APA-98)
- USS Dutton (AGS-8/AGSC-8, T-AGS-22)
- USS Duval (AK-177)
- USS Duval County (LST-758)
- USS Duxbury Bay (AVP-38)
- USS Dwight D. Eisenhower (CVAN-69/CVN-69)
- USS Dwyn Wen (IX-58)
- USS Dyer (DD-84)
- USS Dyess (DD-880/DDR-880)
- USS Dynamic (AM-91, AM-432/MSO-432, AFDL-6)
- USS Dyson (DD-572)

## E
- USS E-1 (SS-24)
- USS E-2 (SS-25)
- USS E. A. Poe (IX-103)
- USS E. B. Hale (1861)
- USS E. Benson Dennis (SP-791)

### Ea–Ek
- USS Eager (AM-224/MSF-224)
- USS Eagle (1798, USRC, 1812, 1814, 1814 schooner, 1898, SP-145, 1925, AM-132, WIX-327)
- Eagle class patrol craft (USS Eagle No. 1 (PE-1) – USS Eagle No. 60 (PE-60))
- USS Eaglet (SP-909)
- USS Eagre (1903)
- USS Earheart (DE-603/APD-113)
- USS Earl K. Olsen (DE-765)
- USS Earl V. Johnson (DE-702)
- USS Earle (DD-635/DMS-42)
- USS Earle B. Hall (DE-597/APD-107)
- USS Earnest (1898)
- USS East Boston (1892)
- USS East Hampton (SP-573)
- USS Eastern Chief (ID-3390)
- USS Eastern Light (ID-3538)
- USS Eastern Queen (ID-3406)
- USS Eastern Shore (ID-3500)
- USS Easterner (SP-3331)
- USS Eastland (APA-163)
- USS Eastport (1862, ID-3342)
- USS Eastwind (IX-234)
- USS Eaton (DD-510/DDE-510)
- USS Eberle (DD-430)
- USS Ebert (DE-74, DE-768)
- USS Ebony (YN-10/AN-15)
- USS Echo (1928, IX-95)
- USS Echols (APB-37/IX-504)
- USS Eclipse (SP-417)
- USS Edamena II (SP-14)
- USS Eddelyn (1919)
- USS Eddy County (LST-759)
- USS Edenshaw (YT-459/YTB-459, YTB-752/WYTB-108752)
- USS Edenton (ID-3696/AK-38, SP-3696, PC-1077, ATS-1)
- USS Edgar F. Coney (SP-346)
- USS Edgar F. Luckenbach (ID-4597)
- USS Edgar G. Chase (DE-16)
- USS Edgecombe (ID-3894, APA-164)
- USS Edison (DD-439)
- USS Edisto (AVG-41/ACV-41/CVE-41, AG-89/AGB-2/WAGB-284, WPB-1313)
- USS Edith (1849, ID-3459)
- USS Edith II (SP-296)
- USS Edith M. III (SP-196)
- USS Edithena (SP-624)
- USS Edithia (SP-214/YP-214)
- USS Edmonds (DE-406)
- USS Edorea (SP-549)
- USS Edsall (DD-219, DE-129)
- USS Edson (DD-946)
- USS Edward C. Daly (DE-17)
- USS Edward H. Allen (DE-531)
- USS Edward J. McKeever Jr. (SP-684)
- USS Edward Kavanaugh (YAG-38)
- USS Edward L. Dohney III (ID-3835)
- USS Edward Luckenbach (ID-1662)
- USS Edward McDonnell (DE-1043/FF-1043)
- USS Edward Rutledge (AP-52/APA-24)
- USS Edwards (DD-265, DD-619)
- USS Edwin A. Howard (DE-346)
- USS Edwin L. Pilsbury (SP-964)
- USS Eel (SS-354)
- USS Efco (ID-2405)
- USS Effective (AM-92/PC-1596, T-AGOS-21)
- USS Effingham (1777, APA-165)
- USS Egeria (ARL-8)
- USS Egret (AMc-24/IX-181, AMS-46/MSC(O)-46)
- USS Eichenberger (DE-202)
- USS Eider (AM-17)
- USS Eisele (DE-34, DE-75)
- USS Eisenhower (CVAN-69)
- USS Eisner (DE-192, DE-269)
- USS Ekins (DE-87)

### El–Em
- USS El Cano (IX-79)
- USS El Capitan (ID-1407)
- USS El Occidente (ID-3307)
- USS El Oriente (ID-4504)
- USS El Paso (PG-149/PF-41, AKA-117/LKA-117)
- USS El Sol (ID-4505)
- USS El Siglo (ID-4510)
- USS Elba (AG-132/AKL-3)
- USS Elbour Bay (ACV-66, CVE-102)
- USS Elcano (PG-38)
- USS Elden (DE-264)
- USS Elder (YN-15/AN-20)
- USS Eldorado (AGC-11/LCC-11)
- USS Eldridge (DE-173)
- USS Eleanor (SP-677)
- USS Electra (1843, AK-21/AKA-4, WPC-187)
- USS Electron (AG-146/AKS-27)
- USS Elf (SP-81)
- USS Elfin (1864, SP-965)
- USS Elfrida (SP-988)
- USS Elinor (SP-2465)
- USNS Elisha Kent Kane (T-AGS-27)
- USS Elithro II (SP-15)
- USS Eli Whitney (YAG-46)
- USS Eliza Hayward (SP-1414)
- USS Elizabeth (SP-972, SP-1092)
- USS Elizabeth C. Stanton (AP-69)
- USS Elizabeth M. Froelich (SP-380)
- USS Elk (1863, IX-115)
- USS Elk River (LSM(R)-501/IX-501)
- USS Elkhart (APA-80)
- USS Elkhorn (AOG-7)
- USS Elkins (PC-1216)
- USS Ella (1862, 1864, SP-1676)
- USS Ellen (1861, SP-284)
- USS Ellen Browning (YP-3234)
- USS Ellet (DD-398)
- USS Ellington (SP-776)
- USS Elliot (DD-146/DMS-4/AG-104, DD-967)
- USS Ellis (1862, DD-154/AG-115)
- USS Ellyson (DD-454/DMS-19)
- USS Elmasada (SP-109)
- USS Elmer Montgomery (DE-1082/FF-1082)
- USS Elmore (AP-87/APA-42)
- USS Elokomin (AO-55)
- USS Elrod (FFG-55)
- USS Elsie III (SP-708)
- USS Elsmore (PCS-1413)
- USNS Eltanin (T-AK-270/T-AGOR-8)
- USS Elusive (AM-225)
- USS Ely (DE-309, PCE-880)
- USS Embattle (AM-226, AM-434/MSO-434)
- USS Embroil (AM-227)
- USS Emeline (SP-175)
- USS Emerald (1864, 1917, PYc-1)
- USS Emery (DE-28)
- USS Emily B. (ID-3731)
- USS Emma (1863, SP-1223)
- USS Emma Kate Ross (1918)
- USS Emmigrant (ID-3436)
- USS Emmons (DD-457/DMS-22)
- USS Emory S. Land (AS-39)
- USS Empire State (IX-38, AP-1001)
- USS Emporia (PG-136/PF-28)
- USS Empress (SP-569)

### En–Es
- USS Enaj (SP-578)
- USS Enceladus (AK-80)
- USS Endeavor (AFDL-1)
- USS Endicott (DD-495/DMS-35)
- USS Endion (SP-707)
- USS Endurance (AMc-77, ARDM-3, AM-435/MSO-435)
- USS Endymion (ARL-9)
- USS Energy (AMc-78, AM-436/MSO-436)
- USS Engage (AM-93, AM-433/MSO-433)
- USS Engineer (1836, YFB-12)
- USS England (DE-635/APD-41, DLG-22/CG-22)
- USS English (DD-696)
- USS Engstrom (DE-50)
- USS Enhance (AM-228, AM-437/MSO-437)
- USS Eniwetok (CVE-125)
- USS Enoree (AO-69)
- USS Enquirer (1896)
- USS Enright (DE-216/APD-66)
- USS Ensenada (YF-852)
- USS Ensenore (YT-217/YTB-217)
- USS Ensign (SP-1051)
- USS Entemedor (SS-340)
- USS Enterprise (1775, 1776, 1799, 1831, 1874, SP-790, CV-6/CV(N)-6/CVA-6/CVS-6, CVN-65, CVN-80, AK-5059)
- USS Eolus (1864, 1869)
- USS Epanow (YT-275/YTB-275)
- USS Epervier (1814)
- USS Epperson (DD-719/DDE-719)
- USS Epping Forest (APM-4/LSD-4/MCS-7)
- USS Epsilon (1864)
- SS Equality State (T-ACS-8)
- USS Equity (AM-229)
- USS Erben (DD-631)
- USS Erebus (1865)
- USS Ericsson (TB-2, DD-56, DD-440)
- USS Eridanus (AK-92)
- USS Erie (1813, PG-50)
- USS Ernest G. Small (DD-838/DDR-838)
- USS Erskine M. Phelps (YON-147)
- USS Errol (AG-133/AKL-4)
- USS Escalante (AO-70)
- USS Escalante River (LSM(R)-502)
- USS Escambia (AO-80/T-AO-80)
- USCGC Escanaba (WPG-77, WPG-64/WHEC-64, WMEC-907)
- USS Escandido (PC-1179)
- USS Escape (ARS-6/WMEC-6)
- USS Escatawpa (AOG-27)
- USS Escolar (SS-294)
- USS Esmeraldo County (LST-761)
- USS Espada (SS-355)
- USS Esselen (AT-147/ATO-147)
- USS Essex (1799, 1856, 1876, CV-9, LHD-2)
- USS Essex Junior (1813)
- USS Essington (DE-67)
- USS Esteem (AM-230, AM-438/MSO-438)
- USS Estella (SP-537)
- USS Estelle (SP-747)
- USS Estero (AVG-42/ACV-42/CVE-42, AG-134/AKL-5)
- USS Estes (AGC-12/LCC-12)
- USS Estocin (FFG-15)
- USS Estrella (1862)

### Et–Ex
- USS Etamin (AK-93/IX-173)
- USS Etawina (YTB-543/YTM-543)
- USS Eten (ID-4041)
- USS Ethan Allen (1861, SSBN-608/SSN-608)
- USS Etlah (1864, YN-98/AN-79)
- USS Etna (1806, 1813, 1847)
- USS Etta M. Burns (SP-542)
- USS Eucalyptus (YN-11/AN-16)
- USS Eufaula (PCS-1384, YTB-800)
- USS Eugene (PG-148/PF-40)
- USS Eugene A. Greene (DE-549, DD-711/DDR-711)
- USS Eugene E. Elmore (DE-686)
- USS Eugene F. Price (SP-839)
- USS Eugenie (1862)
- USS Euhaw (IX-85)
- USS Eunice (PCE-846)
- USS Euphemia (SP-539)
- USS Eurana (SP-1594)
- USS Eureka (1862, IX-221)
- USS Europa (AK-81, AP-177)
- USS Euryale (AS-22)
- USS Eutaw (1863)
- USS Evans (DD-78, DD-552, DE-1023)
- USS Evansville (ID-2996, PG-178/PF-70)
- USS Evarts (DE-5)
- USS Evea (YT-458/YTB-458)
- USS Evelyn (ID-2228)
- USS Event (AM-231)
- USS Everett (PG-116/PF-8)
- USS Everett F. Larson (DE-554, DD-830/DD-830)
- USS Everglades (AD-24)
- USS Eversole (DE-404, DD-789)
- USS Excel (AM-94, AM-439/MSO-439)
- USS Exchange (1862)
- USS Execute (AM-232/MSF-232)
- USS Experiment (1799, 1832)
- USS Exploit (AM-95, AM-440/MSO-440)
- USS Explorer (1904)
- USS Express No. 4 (SP-745)
- USS Extractor (ARS-15)
- USS Extricate (ARS-16)
- USS Exultant (AMc-79, AM-441/MSO-441)

## F
- USS F-1 (SS-20)
- USS F-2 (SS-21)
- USS F-3 (SS-22)
- USS F-4 (SS-23)
- USS F. J. Luckenbach (ID-2160)
- USS F. Mansfield & Sons Co. (SP-691)

### Fa
- USS Fabius (ARVA-5)
- USS Facility (AM-233/MSF-233)
- USS Fahkee (1862)
- USS Fahrion (FFG-22)
- USS Fair (DE-35)
- USS Fair American (1812)
- USS Fairfax (DD-93)
- USS Fairfax County (LST-1193)
- USS Fairfield (1828, AK-178)
- USS Fairmont (ID-2429)
- USS Fairplay (1859)
- USS Fairview (PCE(R)-850/EPCE(R)-850)
- USS Fairy (1861)
- USS Falcon (1846, WWI, AM-28/ASR-2, AMS-190/MSC-190, MHC-59)
- USS Falgout (DE-324/WDE-424/DER-324)
- USS Falkner (YFB-26)
- USS Fall River (CA-131, CG-14, JHSV-4)
- USS Fallon (APA-81)
- USS Falmouth (1827)
- USS Fancy (AM-234/MSF-234)
- USS Fanning (DD-37, DD-385, DE-1076/FF-1076)
- USS Fanny Mason (1847)
- USS Fanny Skinner (1847)
- USS Fanshaw Bay (CVE-70/CVHE-70)
- USS Fantana (SP-71)
- USS Farenholt (DD-332, DD-491)
- USS Fargo (CL-85, CL-106)
- USS Faribault (AK-179)
- USS Farmington (PCE-894)
- USS Farquhar (DD-304, DE-139)
- USS Farragut (TB-11, DD-300, DD-348, DL-6/DLG-6/DDG-37, DDG-99)
- USS Fashion (ID-755)
- USS Favorite (IX-45)
- USS Favourite (BAT-3)
- USS Fawn (1863)
- USS Fayette (AP-88/APA-43)

### Fe–Fi
- USS Fearless (SP-724, AMc-80, AM-442/MSO-442)
- USS Fearnot (1861)
- USS Fechteler (DE-157, DD-870/DDR-870)
- USS Federal (ID-3657)
- USS Feland (AP-18/APA-11)
- USS Feldspar (IX-159)
- USS Felicia (SP-642, PYc-35)
- USS Felix Taussig (SP-2282)
- USS Fenimore (ID-2681)
- USS Fenimore Cooper (1853)
- USS Fentress (AK-180/T-AK-180)
- USS Fergus (APA-82)
- USS Fern (1862, 1871, 1917)
- USS Fernandina (1861)
- USS Feronia (ARL-45)
- USS Ferret (1806, 1812, 1822)
- USS Fessenden (DE-142/DER-142)
- USS Fidelity (AM-96, AM-443/MSO-443)
- USS Fieberling (DE-640)
- USS Fierce (AM-97)
- USS Fife (DD-991)
- USS Fillmore (APA-83)
- USS Finback (SS-230, SSN-670)
- USS Finch (AM-9, DE-328/WDE-428/DER-328)
- USS Finland (ID-4543)
- USS Finnegan (DE-307)
- USS Fir (YN-12)
- USS Fire Island
- USS Firebolt (PC-10)
- USS Firebrand (1815)
- USS Firecrest (AMc-33, AM-394, AMS-10/MSC(O)-10)
- USS Firedrake (AE-14)
- USS Firefly (1814)
- USS Firm (AM-98, AM-444/MSO-444)
- USS Fish Hawk (1879)
- USNS Fisher (T-AKR-301)
- USS Fiske (DE-143, DD-842/DDR-842)
- USS Fitch (DD-462/DMS-25)
- USS Fitzgerald (DDG-62)
- USS Fitzroy (DE-88)
- USS Fixity (AM-235/MSF-235)

### Fl
- USS Flag (1861)
- USS Flagler (AK-181)
- USS Flagstaff (T-AGM-21, PGH-1)
- USS Flaherty (DE-135)
- USS Flambeau (1814, 1861, IX-912)
- USS Flambeau River (LSM(R)-503)
- USS Flame (AM-236)
- USS Flamingo (AM-32, AMc-22/IX-180, AMS-11/MSC(O)-11)
- USS Flasher (SS-249, SSN-613)
- USS Flatley (FFG-21)
- USS Fleming (DE-32, DE-271)
- USS Fletcher (DD-445/DDE-445, DD-992)
- USS Fli-Hawk (SP-550)
- USS Flicker (AM-70/IX-165, AMS-9/MSC(O)-9, AM-416)
- SS Flickertail State (T-ACS-5)
- USS Flier (SS-250)
- USS Flint (CL-64, CL-97/CLAA-97, AE-32/T-AE-32)
- USS Flirt (1839)
- USS Florence (SP-173)
- USS Florence Nightingale (AP-70)
- USS Florida (1824, 1861, 1869, BM-9, BB-30, SSBN-728/SSGN-728)
- USS Floridian (ID-3875)
- USS Florikan (ASR-9)
- USS Flounder (SS-251)
- USS Floyd B. Parks (DD-884)
- USS Floyd County (LST-762)
- USS Floyd Hurst (SP-2384)
- USS Floyd W. Spencer (YAG-36)
- USS Floyds Bay (AVP-40)
- USS Flusser (1864, DD-20, DD-289, DD-368)
- USS Fly (1776)
- USS Flyer (T-AG-178)
- USS Flying Fish (1838, SS-229/AGSS-229, SSN-673)

### Fo
- USS Foam (ID-2496)
- USS Fogg (DE-57/DER-57)
- USS Foley (DE-270)
- USS Folly (SP-1453)
- USS Fomalhaut (AK-22/AKA-5/AE-20)
- USS Fond du Lac (APA-166)
- USS Foote (TB-3, DD-169, DD-511)
- USS Force (AM-99, AM-445/MSO-445)
- USS Ford (FFG-54)
- USS Ford County (LST-772)
- USS Foreman (DE-633)
- USS Forest Rose (1862)
- USS Formoe (DE-58, DE-509)
- USS Forrest (DD-461/DMS-24)
- USS Forrest Royal (DD-872)
- USS Forrest Sherman (DD-931, DDG-98)
- USS Forrestal (CVB-59/CVA-59/CV-59/AVT-59)
- USS Forster (DE-4, DE-334/WDE-434/DER-334)
- USS Forsyth (PF-102/PG-210)
- USS Fort Donelson (1862)
- USS Fort Fisher (LSD-40)
- USS Fort Henry (1862)
- USS Fort Hindman (1863)
- USS Fort Jackson (1862)
- USS Fort Mandan (LSD-21)
- USS Fort Marion (LSD-22)
- USS Fort McHenry (LSD-43)
- USS Fort Morgan (1863)
- USS Fort Snelling (LSD-23, LSD-30)
- USS Fort Wayne (SP-3786)
- USS Fort Worth (LCS-3)
- USS Fortaleza Bay (CVE-72)
- USS Fortazela Bay (ACV-72/CVE-72)
- USS Fortify (AM-237, AM-446/MSO-446)
- USS Fortitude (AMc-81, Fortitude)
- USS Fortune (1865, YT-11, AVS-2/IX-146)
- USS Forward (1882)
- USS Foss (DE-59)
- USS Fowler (DE-222)
- USS Fox (1822, 1859, TB-13, DD-234/AG-85, DLG-33/CG-33)
- USS Fox Island IV (1917)

### Fr–Fu
- USS Frament (DE-677/APD-77)
- USS Frances (1813)
- USS Frances II (SP-503)
- USS Frances B. Hackett (ID-1611/YT-36)
- USS Francis G. Conwell (ID-3215)
- USS Francis Hammond (DE-1067/FF-1067)
- USS Francis M. Robinson (DE-220)
- USS Francis Marion (APA-249/LPA-249)
- USS Francis Scott Key (SSBN-657)
- USS Francovich (DE-379, DE-606/APD-116)
- USS Frank Cable (AS-40)
- USS Frank E. Evans (DD-754)
- USS Frank H. Buck (SP-1613)
- USNS Frank J. Petraca (T-AK-250)
- USS Frank Knox (DD-742/DDR-742)
- USS Frankford (DD-497)
- USS Frankfurt (1915)
- USS Franklin (1775, 1795, 1815, 1864, CV-13/AVT-8)
- USS Franklin Bell (AP-34)
- USS Franklin D. Roosevelt (CVB-42/CVA-42/CV-42)
- USS Franks (DD-554)
- USS Frazier (DD-607)
- USNS Fred C. Ainsworth (T-AP-181)
- USS Fred T. Berry (DD-858/DDE-858)
- USS Freda (1881)
- USS Frederick (CA-8, LST-1184)
- USS Frederick C. Davis (DE-136)
- USS Frederick Funston (AP-48/APA-89/AP-178/T-AP-178)
- USS Frederick Luckenbach (1888)
- USS Fredrick Der Grosse (ID-1408)
- USS Fredonia (1845, PC-1174)
- USS Freedom (ID-3024, IX-43, LCS-1)
- USS Freehold (SP-347)
- USS Freelance (SP-830)
- USS Freestone (APA-167)
- USS Fremont (AP-89/APA-44/LPA-44)
- USS French (DE-367)
- USNS French Creek (T-AO-159)
- USS Fresno (SP-3063, CL-121/CLAA-121, LST-1182)
- USS Frieda (SP-1618)
- USS Frigate Bird (AMc-27, AMS-191/MSC-191)
- USS Frolic (1813, 1862, 1892, SP-1336)
- USS Frontier (AD-25)
- USS Frost (DE-144)
- USS Frostburg (PC-785)
- USS Frosty Bay (CVE-112)
- USS Frybarger (DE-705/DEC-705)
- USS Frying Pan
- USS Fuchsia (1863)
- USS Fullam (DD-474)
- USS Fuller (DD-297, AP-14/APA-7)
- USS Fulmar (AMc-46, AMS-47/MSC(O)-47)
- USS Fulton (1815, 1837, AS-1/PG-49, AS-11)
- USNS Furman (T-AK-280)
- USS Furse (DD-882/DDR-882)
- USS Fury (1869, PG-69)